# You're the Worst
You're the Worst, ou Tu es pire que moi ! au Québec, est une série télévisée américaine en 62 épisodes de 22 à 26 minutes et créée par Stephen Falk. Elle fut diffusée entre le 17 juillet 2014 et le 3 avril 2019, d'abord sur FX pour sa première saison, puis sur FXX pour les saisons suivantes. Au Canada, elle était diffusée simultanément sur les déclinaisons canadiennes de ces chaînes.
En France, la série a été diffusée entre le 25 décembre 2016 et le 10 avril 2019 sur Canal+ Séries. Pour les deux dernières saisons, la chaîne diffusait également la série en version originale sous-titrée le lendemain de sa diffusion américaine sur son service MyCanal.
En Suisse, elle est diffusée depuis le 2 mai 2017 sur RTS Un, en Belgique depuis le 6 septembre 2018 sur Plug RTL et au Québec, depuis le 24 septembre 2018 sur MAX.

## Synopsis
La série raconte l'histoire de Jimmy, un écrivain égoïste et coureur de jupons, et Gretchen, une jeune femme auto-destructrice et responsable des relations publiques d'un rappeur, qui malgré leurs personnalités toxiques vont tenter de se lancer dans une relation amoureuse.

## Distribution

### Acteurs principaux
- Chris Geere (VF : Yoann Sover) : Jimmy Shive-Overly
- Aya Cash (VF : Victoria Grosbois) : Gretchen Cutler
- Desmin Borges (en) (VF : Antoine Schoumsky) : Edgar Quintero
- Kether Donohue (VF : Benedicte Bosc) : Lindsay Jillian-Cottumaccio

### Acteurs récurrents
- Allen McLeod (VF : Charles Pestel) : Paul Jillian
- Janet Varney (en) (VF : Marie Diot) : Becca Barbara (née Cottumaccio)
- Todd Robert Anderson (VF : Laurent Orry) : Vernon Barbara
- Brandon Mychal Smith (VF : Jean-Michel Vaubien) : Sam Dresden
- Darrell Britt-Gibson (en) (VF : Namakan Koné) : Shitstain
- Shane Francis Smith (VF : Victor Quilichini) : Killian Mounce (saisons 1 à 3 - invité saisons 4 et 5)
- Allen Maldonado (VF : Jean-Baptiste Anoumon) : Honeynutz (saisons 1 à 3)
- Stephen Schneider (VF : Jean-Alain Velardo) : Ty Wyland (saisons 1 et 2 - invité saison 4)
- Giovonnie Samuels (en) (VF : Armelle Gallaud) : Brianna (saison 1)
- Collette Wolfe (VF : Elisa Bourreau) : Dorothy Durwood (saisons 2 et 3)
- Mageina Tovah (VF : Ana Piévic) : Amy Cadingle (saison 2)
- Tessa Ferrer (VF : Audrey Sablé) : Nina Keune (saison 2)
- Echo Kellum (VF : Olivier Chauvel) : Nathan (saison 2)
- Doug Benson (VF : Michel Mella) : Doug Benson (saisons 3 à 5)
- Samira Wiley (VF : Géraldine Asselin) : Justina Jordan (saison 3 - invitée saison 5)
- Kathleen Rose Perkins (VF : Laurence Bréheret) : Priscilla (saison 4 - invitée saison 3)
- Colin Ferguson (VF : Philippe Vincent) : Boone (saison 4)
- Kiery Baker (VF : Clara Quilichini) : Olivia (saison 4)
- Johnny Pemberton (VF : Benjamin Bollen) : Max (saison 4)

Sources VF : Doublage Séries Database

## Développement

### Production
La production du pilote de la série, écrit par Stephen Falk, a été annoncée le 17 juillet 2013. En septembre 2013, il est annoncé que le casting pour le pilote est complet.
Le 24 janvier 2014, FX commande le pilote de la série ainsi que neuf épisodes supplémentaires pour une première saison de dix épisodes dont la diffusion est prévue pour l'été 2014.
Le 30 septembre 2014, FX a renouvelé la série pour une deuxième saison de treize épisodes prévue pour le 9 septembre 2015, tout en annonçant qu'elle serait maintenant diffusée sur sa chaîne dérivée, FXX.
Le 2 décembre 2015, FXX a renouvelé la série pour une troisième saison, prévue pour l'été 2016.
Le 28 septembre 2016, la chaîne renouvelle la série pour une quatrième saison quelques jours après la diffusion du quatrième épisode de la troisième saison.
En juillet 2017, il est annoncé que Colin Ferguson, Johnny Pemberton et Brendan Jennings rejoignent la distribution récurrente de la quatrième saison puis le 9 août 2017, il est annoncé que Lou Diamond Phillips et Zosia Mamet rejoignent aussi la distribution mais en tant qu'invités pour un épisode chacun.
Le 15 novembre 2017, la chaîne annonce le renouvellement de la série pour une cinquième et dernière saison, prévue pour début 2019.

## Épisodes

### Première saison (2014)
Elle a été diffusée entre le 17 juillet et le 18 septembre 2014 sur FX.
1. Le Plus Beau Jour de sa vie (Pilot)
2. En toute insouciance (Insouciance)
3. La Clé du bonheur (Keys Open Doors)
4. Livraison à domicile (What Normal People Do)
5. Un week-end de folie (Sunday Funday)
6. Une relation de couple épanouie (PTSD)
7. Sans émotion apparente (Equally Dead Inside)
8. Mes beaux-parents et moi (Finish Your Milk)
9. Éternellement insatisfait (Constant Horror and Bone-Deep Dissatisfaction)
10. Le Grand Soir (Fists and Feet and Stuff)

### Deuxième saison (2015)
Elle a été diffusée entre le 9 septembre et le 9 décembre 2015 sur FXX.
1. Les Porteurs de pull (The Sweater People)
2. Cohabitation difficile (Crevasses)
3. La Bande à Gretchen (Born Dead)
4. Stage d'écriture (All About that Paper)
5. Les Joies de l'écriture (We Can Do Better Than This)
6. Escapades nocturnes (Side Bitch)
7. À fleur de peau (There Is Not Currently a Problem)
8. Halloween d'enfer (Spooky Sunday Funday)
9. Les Voisins (LCD Soundsystem)
10. Les Quatre Jours les plus longs (A Right Proper Story)
11. L'Indifférence la plus totale (A Rapidly Mutating Virus)
12. Les Autres Choses à faire (Other Things You Could Be Doing)
13. Le Grand Déballage (The Heart Is a Dumb Dumb)

### Troisième saison (2016)
Elle a été diffusée entre le 31 août et le 16 novembre 2016 sur FXX.
1. Je t'aime, moi non plus (Try Real Hard)
2. C'est à toi de me réparer ! (Fix Me, Dummy)
3. Mauvaise nouvelle, ton père est mort (Bad News: Dude's Dead)
4. Les hommes deviennent forts (Men Get Strong)
5. Rêves de tangier (Twenty-Two)
6. Le Dernier Week-end de folie (The Last Sunday Funday)
7. Tourner la page (The Only Thing That Helps)
8. L'Autorité maternelle (Genetically Inferior Beta Males)
9. Le Septième parfum (The Seventh Layer)
10. Pleine conscience (Talking to Me, Talking to Me)
11. Un mariage, trois séparations (The Inherent, Unsullied Qualitative Value)
12. Un nid de vipères (You Knew It Was a Snake)
13. Pour un meurtre avec toi (No Longer Just Us)

### Quatrième saison (2017)
Elle a été diffusée entre le 6 septembre et le 15 novembre 2017 sur FXX.
1. Ce qui fut, première partie (It's Been: Part 1)
2. Ce qui fut, deuxième partie (It's Been: Part 2)
3. L'Odyssée (Odysseus)
4. Ce n'est que du marketing (This Is Just Marketing)
5. En terrain miné (Fog of War, Bro)
6. Plan B (There's Always a Back Door)
7. Un pari foireux (Not a Great Bet)
8. La Divorce Party (A Bunch of Hornballs)
9. Les Démons du passé (Worldstar!)
10. Papa la bamba (Dad-Not-Dad)
11. Dès le départ, j'étais foutu (From the Beginning, I Was Screwed)
12. Comme tout le monde (Like People)
13. Les valeurs sûres (It's Always Been This Way)

### Cinquième saison (2019)
Cette dernière saison a été diffusée entre le 9 janvier 2019 et le 3 avril 2019 sur FXX.
1. L'intransigeance de l'amour (The Intransigence of Love)
2. La goupille de ma grenade (The Pin In My Grenade)
3. Le sujet qu'on n'a jamais abordé (The One Thing We Don't Talk About)
4. Quel fric ? (What Money?)
5. Gentil garçon (A Very Good Boy)
6. La semaine baise (This Brief Fermata)
7. Mission fellation (Zero Eggplants)
8. Week-end astral (The Pillars of Creation)
9. Week-end de folie d'enterrement de vie de célibataire (Bachelor/Bachelorette Party Sunday Funday)
10. Pensée magique (Magical Thinking)
11. Quatre putain de jours (Four Goddamn More Days)
12. On passait une si bonne journée (We Were Having Such a Nice Day)
13. Pancakes (Pancakes)

## Accueil

### Audiences
| Saisons | Diffusion       | Chaîne | Nombre d'épisodes | Lancement        | Lancement       | Final             | Final           | Téléspectateurs (en moyenne) |
| Saisons | Diffusion       | Chaîne | Nombre d'épisodes | Date             | Téléspectateurs | Date              | Téléspectateurs | Téléspectateurs (en moyenne) |
| ------- | --------------- | ------ | ----------------- | ---------------- | --------------- | ----------------- | --------------- | ---------------------------- |
| 1       | Jeudi, 22h30    | FX     | 10                | 27 juillet 2014  | 765 000         | 18 septembre 2014 | 552 000         | 560 000                      |
| 2       | Mercredi, 22h30 | FXX    | 13                | 9 septembre 2015 | 301 000         | 9 décembre 2015   | 269 000         | 223 000                      |
| 3       | Mercredi, 22h00 | FXX    | 13                | 31 août 2016     | 347 000         | 16 novembre 2016  | 137 000         | 218 000                      |
| 4       | Mercredi, 22h00 | FXX    | 13                | 6 septembre 2017 | 298 000         | 15 novembre 2017  | 188 000         | 234 000                      |
| 5       | Mercredi, 22h00 | FXX    | 13                | 9 janvier 2019   | 265 000         | 3 avril 2019      | 160 000         | 174 000                      |

### Critiques
La série a été très bien reçue par la presse américaine. Sur le site agrégateur de critiques Rotten Tomatoes, les trois premières saisons ont été certifiées « fraîche » par le site. 
La première saison recueille 81 % de critiques positives, avec une note moyenne de 7,3/10 sur la base de 31 critiques collectées. Son consensus résume que la série utilise son écriture intelligente et l'alchimie des acteurs pour se balancer entre éléments de comédie et ton réaliste.
Pour sa deuxième saison, elle recueille 96 % de critiques positives, avec une note moyenne de 8,6/10 sur la base de 28 critiques collectées avec un consensus qui encense l'évolution des personnages et qui considère que la saison permet d'élever la série, son écriture et sa distribution à un nouveau niveau. 
La troisième saison est la première à recueillir 100 % de critiques positives, avec une note moyenne de 8,4/10 sur la base de 27 critiques collectées. Son consensus résume que la série continue de s'aventurer sur des territoires sérieux avec intelligence et cœur. La quatrième et avant-dernière saison recueille également 100 % de critiques positives, avec une note moyenne de 8,4/10 sur la base de 11 critiques collectées et un consensus qui considère que la série continue de balancer intelligemment entre éléments dramatique et scènes de comédie. 
La cinquième saison clôt la série avec 100 % de critiques positives, avec une note moyenne de 7,64/10 sur la base de 11 critiques collectées et un consensus toujours aussi positif. De manière générale, la série bénéficie d'une moyenne totale de 95 % de critiques positives.
Sur le site Metacritic, la série emballe également les critiques : la première saison obtient un score de 65/100 sur la base de 20 critiques collectées ; la deuxième saison, un score de 82/100 sur la base de 14 critiques collectées ; la troisième saison, un score de 85/100 sur la base de 14 critiques collectées et la quatrième saison, un score de 84/100 sur la base de 5 critiques collectées et pour terminer, la cinquième saison obtient 86/100 sur la base de 5 critiques collectées

## Sorties DVD
| Intitulé du coffret                | Nombre d'épisodes | Dates de sortie                                           | Dates de sortie | Nombre de disques | Société de distribution |
| Intitulé du coffret                | Nombre d'épisodes | États-Unis (Zone 1) (uniquement en fabriqué à la demande) | France (Zone 2) | Nombre de disques | Société de distribution |
| ---------------------------------- | ----------------- | --------------------------------------------------------- | --------------- | ----------------- | ----------------------- |
| L'intégrale de la première saison  | 10                | 16 décembre 2014                                          | indéterminées   | 2                 | 20th Century Fox        |
| L'intégrale de la deuxième saison  | 13                | 30 août 2016                                              | indéterminées   | 2                 | 20th Century Fox        |
| L'intégrale de la troisième saison | 13                | 5 septembre 2017                                          | indéterminées   | 2                 | 20th Century Fox        |
| L'intégrale de la quatrième saison | 13                | 11 décembre 2018                                          | indéterminées   | 2                 | 20th Century Fox        |

## Distinctions

### Nominations
- Critics' Choice Television Awards 2015 :
  - Meilleure série télévisée comique

- Critics' Choice Television Awards 2016 :
  - Meilleure série télévisée comique
  - Meilleure actrice dans une série télévisée comique pour Aya Cash
  - Meilleure actrice dans un second rôle dans une série télévisée comique pour Kether Donohue

- Television Critics Association Awards 2016 :
  - Meilleure série comique
  - Meilleure interprétation dans une série comique pour Aya Cash